# Caryophyllia valdiviae
Caryophyllia valdiviae är en korallart som beskrevs av Zibrowius och Gili 1990. Caryophyllia valdiviae ingår i släktet Caryophyllia och familjen Caryophylliidae. Inga underarter finns listade i Catalogue of Life.